# Esfinx de Tebes de terracota
L'Esfinx de Tebes de terracota és una petita esfinx que data de l'any 525 - 550 ae, i que va ser esculpida pels artistes de la regió de Beòcia en l'antiga Grècia. La peça s'exposa de manera permanent al Museu del Louvre, de París, que després d'adquirir-la al 1898 l'exposa amb el núm. d'inventari CA 939.
L'esfinx fou trobada a Tebes (Θῆβαι Thévai), una ciutat de l'antiga Grècia situada al nord de la serralada de Citeró, que separa Beòcia d'Àtica, i a la vora sud de la planícia de Beòcia. Era a 48 km al nord-oest d'Atenes. En temps antics fou la ciutat més gran d'aquesta regió.

## Característiques
- Estil: grec, procedent dels tallers de Beòcia.
- Material: terracota.
- Alçada: 29 cm.